# Thomas Keating

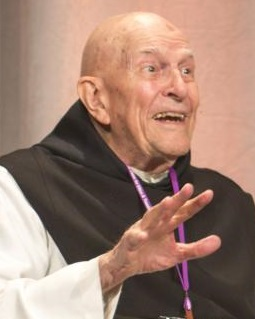
Abt Thomas Keating (2012)

Thomas Aquinas Keating OCSO (* 7. März 1923 in New York; † 25. Oktober 2018 in Spencer, Massachusetts) war ein US-amerikanischer Trappistenmönch und Abt sowie einer der Mitbegründer des Centering Prayer.

## Leben
Thomas Keating studierte nach dem Besuch der Deerfield Academy Philosophie und Theologie an der Yale University und der Fordham University. Im Dezember 1943 beendete er sein Studium. Keating trat im Januar 1944 in Valley Falls, Rhode Island, in den Trappistenorden ein. 1958 wurde er zum Superior des St. Benedikt-Klosters in Snowmass, Colorado, gewählt. 1961 wurde er Abt der St. Josephs Abbey in Spencer, Massachusetts. Nach seinem Rücktritt als Abt von Spencer im Jahr 1981 kehrte er nach Snowmass zurück, wo er eine bestimmte Form von zehntägigen intensiven Einkehrtagen durchführte, wobei der Schwerpunkt auf der Praxis des Centering Prayer lag.
Er war einer der drei Mitbegründer dieser Gebetsform, die eine neuere Methode des kontemplativen Gebetes darstellt. Es entstand 1975 in der St. Josephs Abbey. William Meninger und Basil Pennington, beide ebenfalls Zisterziensermönche, waren die anderen Mitbegründer. Das Konzept wurde erstmals von Pater Keating vorgeschlagen. William Meninger begann mit einer Gebetsmethode, die auf dem aus dem 14. Jahrhundert stammenden spiritueller Klassiker Die Wolke des Nichtwissens basiert. Er bezeichnet dies als das Gebet in der „Wolke“ (des Nichtwissens) und lehrte es die Priester bei Einkehrtagen. Basil Pennington war der erste, der das Gebet an ein Laienpublikum in Connecticut weitergab, wo die Teilnehmer den Begriff „Centering Prayer“ vorschlugen. Thomas Merton hatte den Begriff schon zuvor benutzt.
Im Jahr 1984 gründete Thomas Keating zusammen mit Gustave Reininger und Edward Bednar die Contemplative Outreach Ltd., ein internationales ökumenisches geistliches Netzwerk, das die Praxis des Centering Prayer und der Lectio divina verbreiten helfen soll. Dabei handelt es sich um Methoden zum Gebet aus der christlichen kontemplativen Tradition. Contemplative Outreach bietet Hilfen für die Gläubige, die den kontemplativen Weg beschritten haben, z. B. Einkehrtage und Workshops. Keating veröffentlichte 28 Bücher, viele davon über das Beten.
2014 erschien ein Dokumentarfilm „Thomas Keating: A Rising Tide of Silence“. Keating war zudem Präsident von Monastic Interreligious Dialogue und von Temple of Understanding.
Thomas Keating lebte bis März 2018 im St. Benedikt-Kloster in Snowmass, Colorado und starb am 25. Oktober 2018 in St. Joseph’s Abbey in Spencer, Massachusetts.

## Veröffentlichungen
- Die Krise des Glaubens. Johannes-Verlag, Leutesdorf am Rhein 1975, ISBN 3-7794-0611-X.
- Das Gebet der Sammlung. Einführung und Begleitung des kontemplativen Gebetes (1. Bd. der Trilogie). Vier-Türme-Verlag, Münsterschwarzach 1987; überarbeitete Ausgabe 2010, ISBN 978-3-89680-474-7.
- Das kontemplative Gebet (2. Bd. der Trilogie). Vier-Türme-Verlag, Münsterschwarzach 2012, ISBN 978-3-89680-554-6.
- Kontemplation und Gottesdienst. Liturgie als spirituelle Erfahrung (3. Bd. der Trilogie). Vier-Türme-Verlag, Münsterschwarzach 2012, ISBN 978-3-89680-813-4.
- Wo bist du, mein Gott? Wege aus der Glaubenskrise. Münsterschwarzach 2013, Vier-Türme-Verlag, ISBN 978-3-89680-830-1.